# Johann Christian Poggendorff
Johann Christian Poggendorff (Hamburg, 29 de desembre de 1796 — Berlín, 24 de gener de 1877) fou un físic i professor universitari alemany. Les seves principals troballes científiques són el principis d'ús del multiplicador (instrument de mesura) i del galvanòmetre de mirall (1827).

## Biografia
Va exercir durant uns anys la professió de farmacèutic a Hamburg, després es va dedicar a l'estudi de la física, assistint a la Universitat de Berlín. El 1820 va construir el "multiplicador", un instrument de mesura electromagnètic i a partir d'ell, el galvanòmetre de mirall. Nomenat el 1823 com a observador meteorològic de l'Acadèmia de Ciències de Berlín, El 1824, seguint a Ludwig Wilhelm Gilbert, va prendre possessió de la direcció de editorial científica, anomenada Annalen der Physik und Chemie, més coneguda com a Annalen de Poggendorff. El 1834 es va convertir en professor de la Universitat de Berlín,, on va donar conferències sobre la història de la física publicades pòstumament.. el 1839 membre de l'Acadèmia Prusiana de Ciències i finalment el 1845 va ser elegit com a membre estranger de la Reial Acadèmia de Ciències de Suècia.
El 1863 va publicar, en dos volums i amb addicions posteriors, el "Biographisch-literarisches Handwörterbuch zur Geschichte der exacten Naturwissenschaften" (Diccionari bio-bibliogràfic de les ciències exactes).

## Publicacions
- J. C. Poggendorff, Annalen Der Physik, Ser. 2, Vol. 139, pp 513–546 (1870)
- J. C. Poggendorff, "Biographisch-Literarisches Handwörterbuch der exakten Naturwissenschaften" "(Tr. "biographic-literary hand dictionary of the exact sciences"). Johann Ambrosius Barth, Leipzig, 1863. Two volumes, Band 2 (M-Z) a Google Books (weitergeführt in den Bänden III bis VIII durch die Sächsische Akademie der Wissenschaften zu Leipzig)
- Biographisch-Literarisches Handwörterbuch[2]
- Emil Frommel, Johann Christian Poggendorff (Berlin, 1877)
- Lebenslinien zur Geschichte der exacten Wissenschaften seit Wiederherstellung derselben. Alexander Duncker, Berlin 1853. Johann Christian Poggendorff a Google Books
- Geschichte der Physik. Joh. Ambr. Barth, Leipzig 1879. US a Google Books, US a Google Books, Plantilla:Internet Archive